# Miquel Maronda
Miquel Maronda fou mestre de capella de la basílica de Santa Maria d'Igualada entre els anys 1770 i 1777. Maronda, essent segon organista de la parròquia de Sant Joan de la ciutat de Lleia, va fer una súplica pública per a que s'obrissin oposicions per ocupar el lloc d'organista de Santa Maria. L'endemà mateix en la reunió del consell municipal es van establir unes oposicions pels dies 9,10 i 11 de juny de 1770. Es va prendre l'acord de sol·licitar una ajuda econòmica a l'Intendent del Principat per sufragar les despeses que generaria el desplaçament i la manutenció del tribunal durant aquells dies. Els regidors reberen una carta de recomanació a favor de Marona. El 24 de maig el comte Ricla els escriví un breu correu. L'efecte de recomanació fou immediat, ja que el 29 de maig el consorci va acordar el nomenament de Maronda com a mestre de capella. De comú acord, regidors i preveres elegiren Maronda pel Magisteri de l'orgue i capella de música amb el sou anual de 50 lliures i amb els següents pactes:
1. «ensenyar de cant y de tocar instruments als quatre minyons de cota, si y també a qualsevols altres minyons que vulgan aprendrer de solfa, anant estos de contonuo per dit efecte a son estudi, si y conforme sas forsas y perici abstaran y la capacitat dels minyons abastarà»
2. «estarà obligat en cada un dia tenir tres hores de estudi, com y també estarà obligat lo mateix Rnt. Miquel Maronda lo ensenyar en llegir y escriurer als 4 minyons que aniran a son ofici a pendrer de solfa [...]»
3. «serà de l'obligació del mencionat […] lo ensenyar de cant pla als Beneficiats [...]»
4. «serà de l'obligació de dit Rnt. Miquel Maronda lo tocar lo orga, ô cantar ab sos escolans en totes las funcions ordinarias y extraordinarias se faran en dita Parral. [...]»
L'endemà mateix l'Ajuntament va fer-li saber al comte el nomenament i aquest va correspondre’ls amb una carta d'agraïment.
Miquel Maronda deixa el magisteri d'Igualada la tardor de 1777.